# 雅瑶乡
雅瑶乡，是中华人民共和国广西壮族自治区柳州市融安县下辖的一个乡镇级行政单位。

## 行政区划
雅瑶乡下辖以下地区：
雅瑶村、大琴村、章口村、黄金村、冠带村、车平村、苏田村和福田村。